# Chính sách thị thực của Niger
Du khách đến Niger phải xin thị thực từ một trong những phái bộ ngoại giao Niger trừ khi họ đến từ một trong những quốc gia được miễn thị thực.

## Bản đồ chính sách thị thực

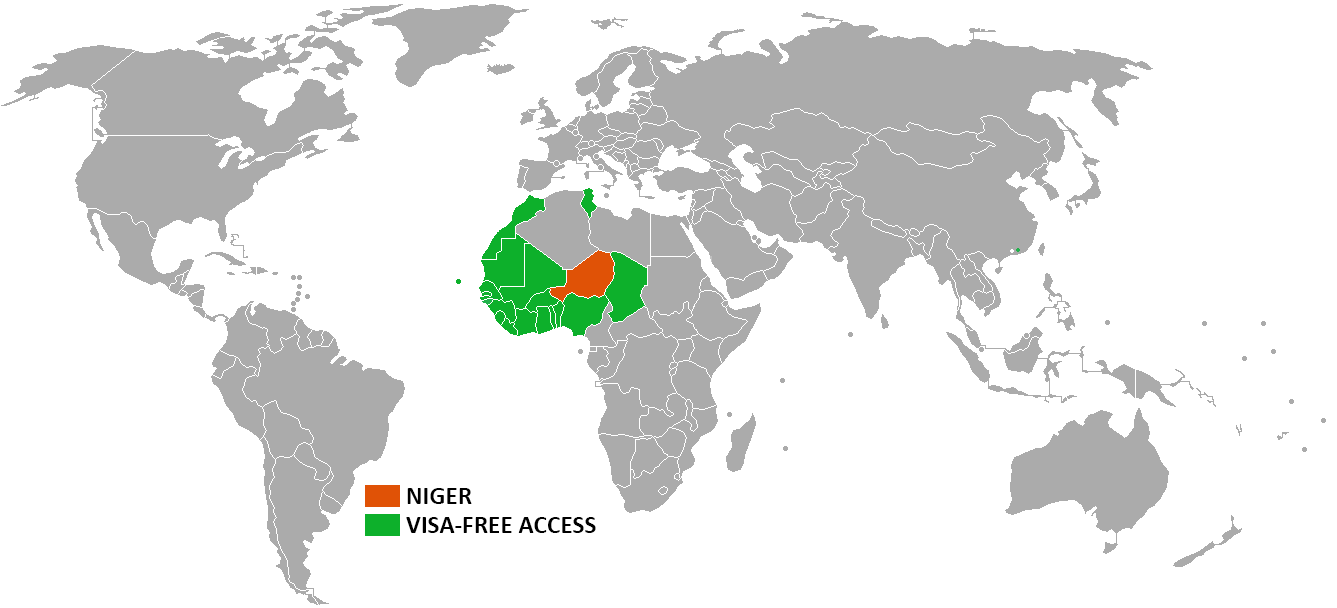
Niger
Miễn thị thực

## Miễn thị thực
Công dân của 10 quốc gia sau được miễn thị thực vào Niger:
| - Benin - Burkina Faso - Cape Verde - Chad - Bờ Biển Ngà - Gambia - Ghana - Guinea - Guinea-Bissau - Hồng Kông | - Liberia - Mali - Mauritania - Maroc - Nigeria - Senegal - Sierra Leone - Togo - Tunisia |  |

Người sở hữu hộ chiếu ngoại giao được cấp cho công dân Cuba, Indonesia, Ý và Thổ Nhĩ Kỳ không cần thị thực để đến Niger.

## Quá cảnh không cần thị thực
Quá cảnh không cần thị thực được áp dụng với người sở hữu vé chuyến tiếp theo tối đa 24 giờ - trừ công dân của Albania, Armenia, Azerbaijan, Belarus, Bosna và Hercegovina, Bulgaria, Trung Quốc, Croatia, Cộng hòa Séc, Gruzia, Hungary, Kazakhstan, Triều Tiên, Kyrgyzstan, Cộng hòa Macedonia, Moldova, Mongolia, Ba Lan, Bồ Đào Nha, Romania, Nga, Slovakia, Slovenia, South Africa, Tajikistan, Turkmenistan, Ukraina, Uzbekistan và Việt Nam, những nước này chỉ có thể quá cảnh không cần thị thực nếu bay tiếp bằng chính máy bay lúc trước.